# 배타주의
배타주의 ( Exclusivism )는 자기 자신의 것과 다른 의견이나 생각을 무시하려는 주관을 가진 정신상태를 의미한다.  또한 어떤 단체나 조직이 그들의 교리나 가치에 반할 경우 그들을 배제하려는 경향을 말한다.

## 종교적 배타주의
종교적 배타주의라 함은 특정 종교의 가르침, 특히 핵심 구원관이나 사후세계관이 다른 종교에 비해 정확하다고 확신하는 경우 자신의 종교가 유일하게 옳다라는 신념이나 경향을 뜻한다.  이와 반대되는 말로는 포괄주의와 종교다원주의가 있다. 